# آندرس گوریری
آندرس گوریری (انگلیسی: Andres Gurrieri؛ زادهٔ ۳ ژوئیهٔ ۱۹۸۹) بازیکن فوتبال اهل آرژانتین است.
از باشگاه‌هایی که در آن بازی کرده‌است می‌توان به باشگاه فوتبال ترنانا، باشگاه فوتبال پلیموث آرگیل، و باشگاه فوتبال برتون آلبیون اشاره کرد.